# Albert Heim
Albert Heim (12. dubna 1849 Curych – 31. srpna 1937 Curych) byl švýcarský geolog. Narodil se v Curychu a studoval na zdejší univerzitě, stejně jako na Berlínské univerzitě. Již v nízkém věku se zajímal o fyzikální vlastnosti Alp. V roce 1873 se stal profesorem na curyšské polytechnické škole. Mezi jeho díla patří například Mechanismus der Gebirgsbildung a Geologie der Schweiz. Jeho manželkou byla lékařka Marie Heim-Vögtlin. V roce 1904 mu Londýnská geologická společnost udělila Wollastonovu medaili. Je po něm pojmenován Dorsum Heim na Měsíci.